# 286 (عدد)
286 هو عدد صحيح طبيعي بين 285 و287

## في الرياضيات

### خصائص
- 286 عدد زوجي
- 286 عدد ناقص
- 286 عدد مضلعي (مسبعي-49 أضلاع-...)